# Lee Young-pyo
Lee Young-pyo, Koreaans: 이영표 (Hongcheon, 23 april 1977) is een Zuid-Koreaans voormalig profvoetballer die als verdediger speelde. Hij speelde onder meer voor PSV, Tottenham Hotspur en Borussia Dortmund. In juni 1999 debuteerde Lee in het Zuid-Koreaans voetbalelftal, waarvoor hij meer dan honderd interlands speelde.

## Clubcarrière
Lee's carrière begon bij Anyang LG Cheetahs, een Zuid-Koreaanse club. Hij werd opgeroepen voor het Koreaanse nationale elftal dat speelde op het wereldkampioenschap voetbal 2002. Nadat trainer Guus Hiddink dit elftal naar een vierde plaats had geleid ging hij terug naar Nederland, naar PSV. Hiddink nam twee Koreaanse spelers mee: Lee Young-pyo en Park Ji-sung. Lee tekende in januari 2003 een contract bij PSV. Hij werd eerst nog gehuurd van zijn oude club Anyang LG, maar in april 2003 werd de verdediger definitief gekocht.
Lee debuteerde in de Nederlandse competitie op 15 februari 2003 in de wedstrijd PSV-FC Zwolle toen hij in de rust Jan Heintze verving. Hij groeide direct uit tot een vaste waarde bij PSV. Hij speelde in tweeënhalf jaar, van februari 2003 tot augustus 2005, 82 competitiewedstrijden en 26 Europese wedstrijden voor PSV. Hij scoorde één keer voor PSV.
In 2005 verliet Lee PSV om bij Tottenham Hotspur in de Engelse Premiership te gaan voetballen. In zijn eerste jaar was Lee een vaste waarde voor Tottenham, maar de twee daaropvolgende jaren was Lee niet verzekerd van een basisplaats. In zijn eerste drie jaar bij Tottenham speelde Lee 71 competitiewedstrijden. Toen PSV het tegen Tottenham Hotspur op moest nemen in de achtste finale van de strijd om de UEFA-Cup, in maart 2008, zinspeelde Lee op een mogelijke terugkeer naar PSV.
In augustus 2008 tekende Lee een eenjarig contract voor Borussia Dortmund en een jaar later verkaste hij alweer naar Al-Hilal in Saoedi-Arabië, waar hij een contract tekende voor een jaar, met een optie voor een tweede seizoen. Lee zou daar, naar verluidt, een miljoen euro per jaar gaan verdienen. Na het seizoen 2010/11 liep zijn contract af, hij besloot ondanks een nieuwe aanbieding van Al Hilal zijn verbintenis niet te verlengen.
Op 6 december 2011 maakte hij de overstap naar het Canadese Vancouver Whitecaps, waar hij een contract tot eind 2012 tekende met daarin een optie voor een extra seizoen. Hij scoorde zijn eerste doelpunt voor de Vancouver Whitecaps op 28 april 2012, hij schoot een vrije trap binnen tegen Columbus Crew. Lee werd voornamelijk opgesteld als rechtsback en was een belangrijke schakel in het seizoen 2012. Een gevolg hiervan was dat Lee werd gekozen tot Vancouver Whitecaps speler van het jaar op 28 oktober 2012.
Op 23 oktober 2013 maakte Lee bekend na het seizoen 2013 te stoppen als profvoetballer.

## Statistieken

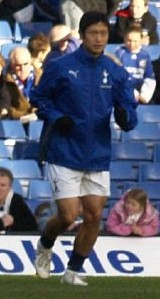
Lee Young-pyo tijdens een warming up met Tottenham Hotspur.

| Seizoen | Club                | Wedstrijden | Goals | Competitie           |
| 2000    | Anyang LG Cheetahs  | 15          | 2     | K-League             |
| 2001    | Anyang LG Cheetahs  | 22          | 0     | K-League             |
| 2002    | Anyang LG Cheetahs  | 23          | 1     | K-League             |
| 2002/03 | PSV                 | 15          | 0     | Eredivisie           |
| 2003/04 | PSV                 | 26          | 0     | Eredivisie           |
| 2004/05 | PSV                 | 31          | 1     | Eredivisie           |
| 2005/06 | PSV                 | 3           | 0     | Eredivisie           |
| 2005/06 | Tottenham Hotspur   | 31          | 0     | Premier League       |
| 2006/07 | Tottenham Hotspur   | 21          | 0     | Premier League       |
| 2007/08 | Tottenham Hotspur   | 18          | 0     | Premier League       |
| 2008/09 | Borussia Dortmund   | 18          | 0     | Bundesliga           |
| 2009/10 | Al-Hilal            | 22          | 0     | Saudi Premier League |
| 2010/11 | Al-Hilal            | 24          | 0     | Saudi Premier League |
| 2012    | Vancouver Whitecaps | 33          | 1     | Major League Soccer  |
| 2013    | Vancouver Whitecaps | 32          | 0     | Major League Soccer  |
| Totaal  |                     | 334         | 5     |                      |